# 野中 (京丹後市弥栄町)
野中（のなか）は、京都府京丹後市弥栄町の地名。大字としての名称は弥栄町野中（やさかちょうのなか）。丹後半島中央部の山間部、宇川（野間川）上中流域に位置している。

## 地理
弥栄町の北東部に位置しており、弥栄町野間地域の中心地とされる。北側は丹後町に接している。野中、川久保、田中、中津、中山の5集落からなる大字である。
野間谷の中心部にあることが野中という名称の由来である。南北に野間川（宇川）が流れており、野間川の沿岸に小規模な水田が形成されている。京都府道57号弥栄本庄線、京都府道625号岩ヶ鼻須川線、丹後縦貫林道などが通っている。

### 地形
山岳（太鼓山山系）
- 太鼓山 - 標高683メートル。住山[4]。

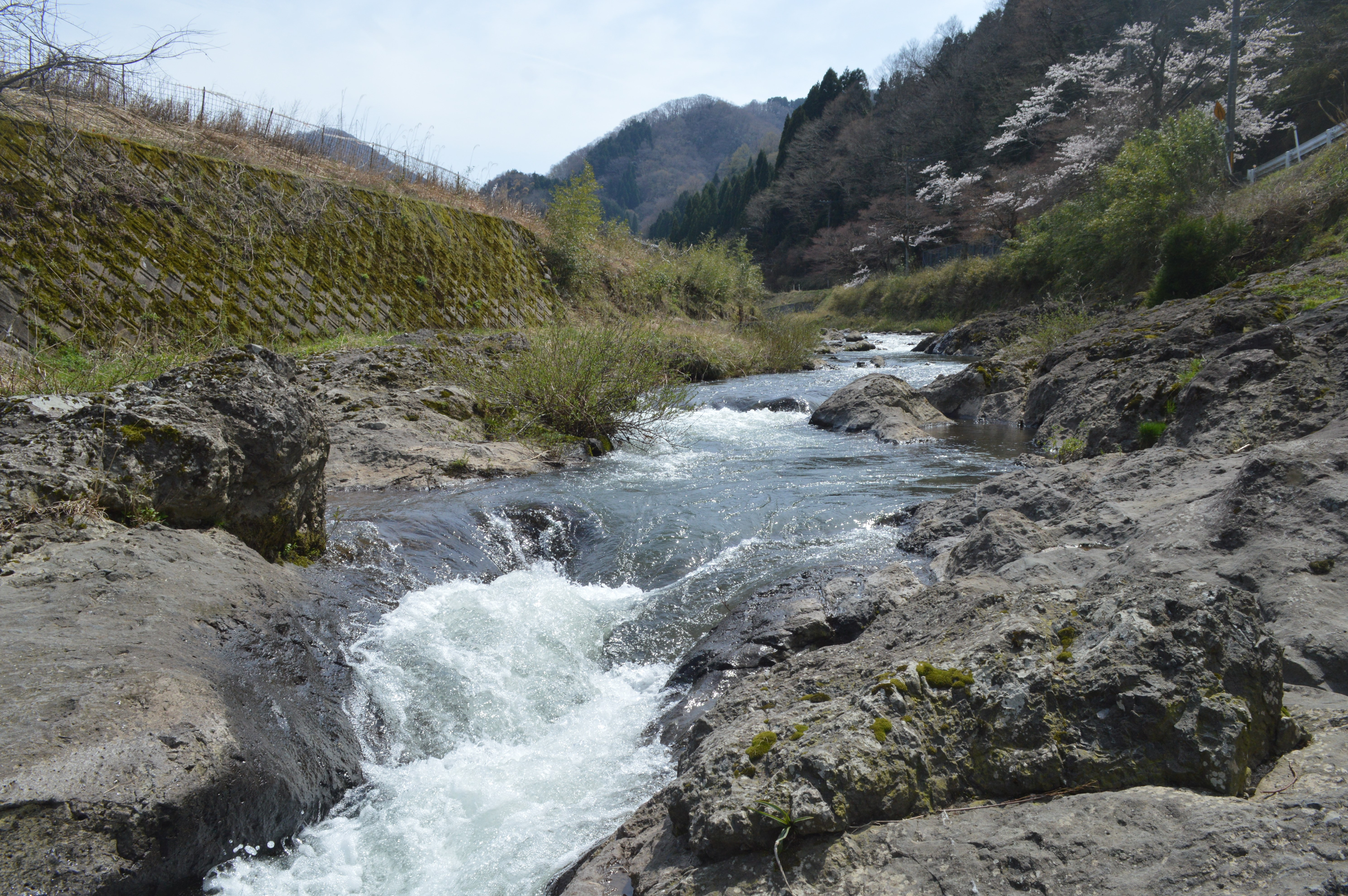
野間川

- 露無山 - 標高562メートル。吉野と須川の境界[4]。
- 牧山 - 標高468メートル。吉野と中津の境界[4]。
- 大宮山 - 標高280メートル。野中[4]。

山岳（金剛童子山山系）
- 小金山 - 標高416メートル。中津・野中・来見谷・船木の境界[4]。
- 松山 - 標高446メートル。川久保と丹後町の境界[4]。

河川
- 野間川 - 宮津市世屋地区・京丹後市野間地域・宇川地域を流れる宇川のうち、野間地域より上流を流れる部分が野間川と呼ばれる[4]。

### 集落
- 野中
- 田中
- 中津
- 中山
- 川久保 - 冬期無住

## 歴史

### 近世

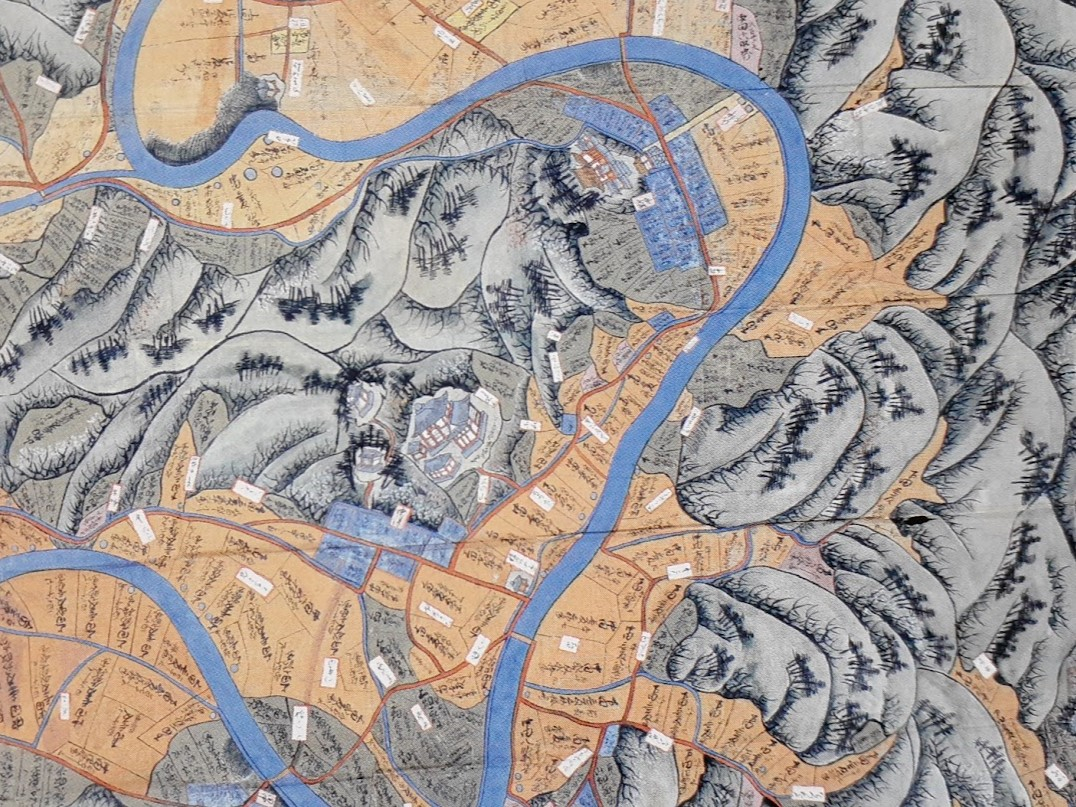
『野間村耕地絵図』における中津・野中付近

中世には一色氏や細川氏に仕えた野尻隠岐守の城があった。
もとは丹後国与謝郡野間村にある一集落だったが、野間村が須川村と野中村に分村し、野中、横住、吉野、中津、中山、田中、永谷、川久保の各集落が野中村となった。分村の時期は『丹哥府志』によると延宝年間（1673年～1681年）、『野間村誌』によると元禄4年（1701年）である。『丹哥府志』によると、分村の際には野中村の延命寺と須川村の洞養寺の間で野間村の檀家を二分した。

### 近代
1871年（明治4年）には宮津県の所属となり、その後豊岡県の所属を経て、1886年（明治9年）には京都府の所属で落ち着いた。1875年（明治8年）から1882年（明治15年）にかけて編纂された「共武政表」によると、戸数は116戸、人口は534人であり、物産として生糸や炭があった。
1889年（明治22年）4月1日、町村制の施行によって与謝郡野間村が発足し、大字として野中が設置された。同年時点の世帯数は114世帯だった。1899年（明治32年）7月には大石集落が竹野郡八木村に編入された。

### 現代

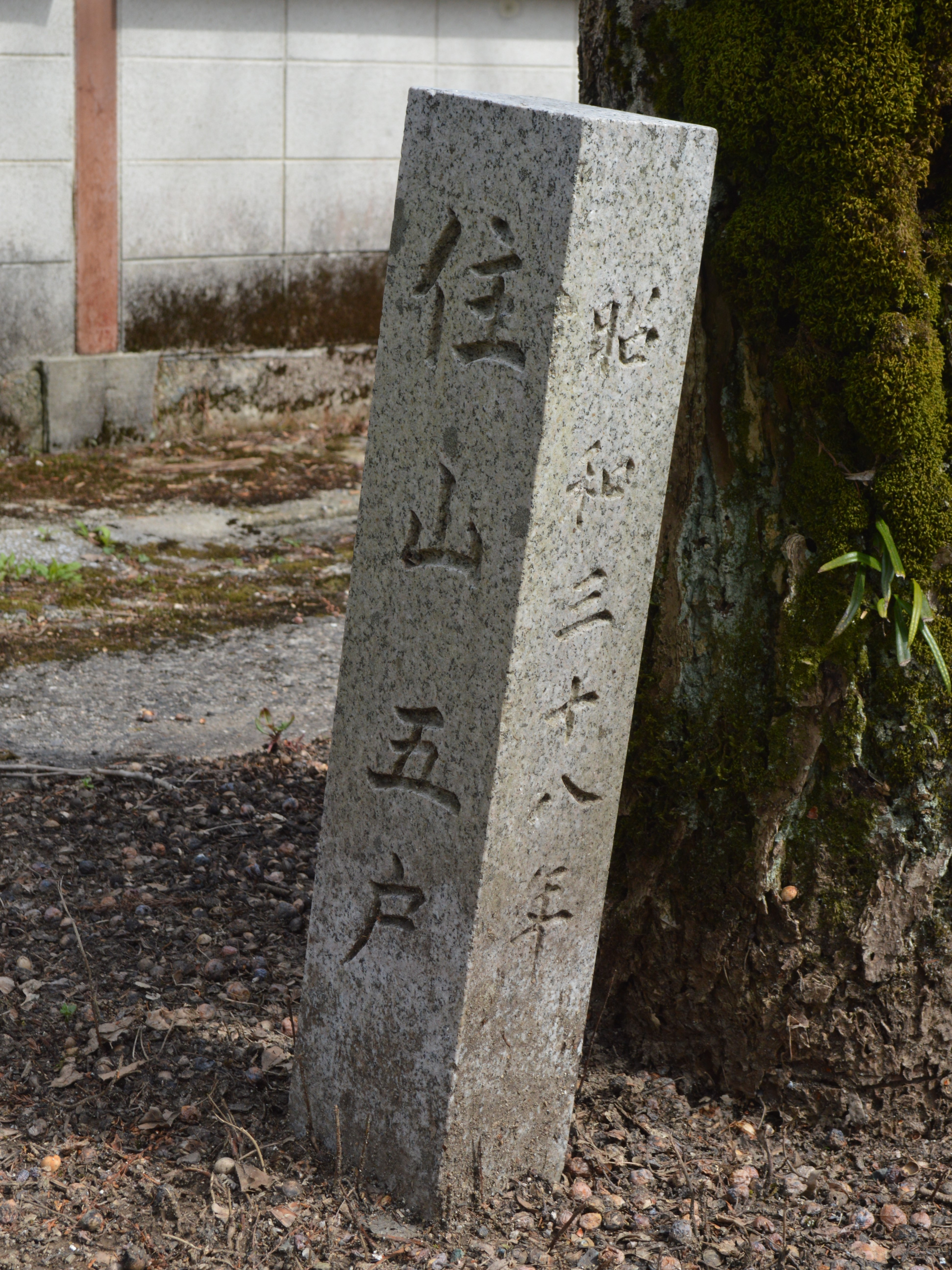
住山集落の離村記念碑

1948年（昭和23年）4月1日には野間村の所属郡が竹野郡に変更されて竹野郡野間村となっている。1955年（昭和30年）3月1日、野間村と弥栄村と合併して弥栄町が発足し、大字として野中が設置された。
1963年（昭和38年）の昭和38年1月豪雪（三八豪雪）では野間地域でも離村が進行し、1964年（昭和39年）には太鼓山山麓の住山集落などが廃村となった。
1975年（昭和50年）時点の世帯数は76世帯だった。1978年（昭和53年）、住山集落の跡地などに弥栄町森林公園スイス村が開設された。
1982年（昭和57年）時点の世帯数は76世帯、人口は281人だった。

## 教育

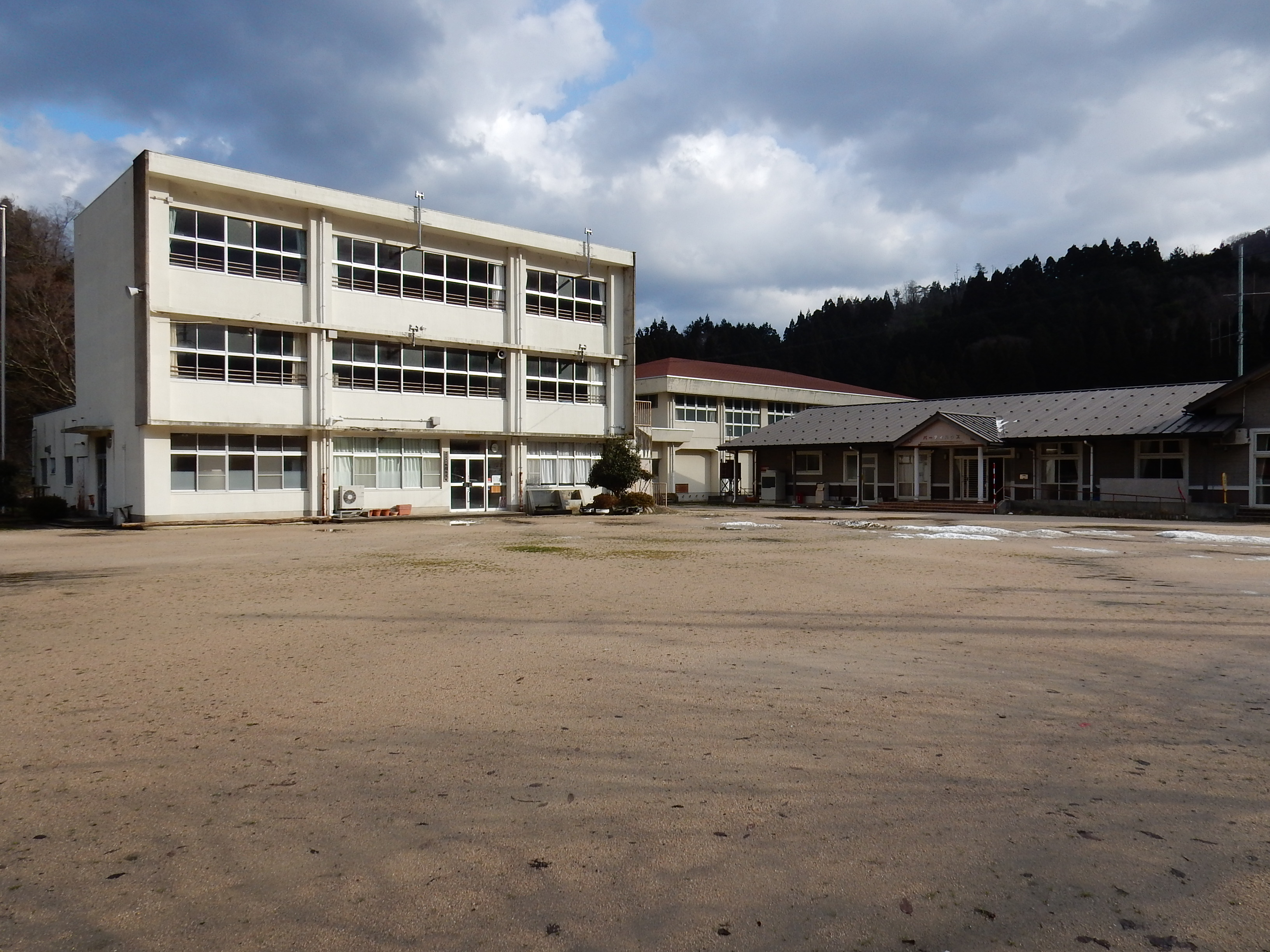
京丹後市立野間小学校

かつて与謝郡野間村には野中と須川の双方に学校があったが、1907年（明治40年）4月に須川校と野中校が合併し、野中の現在地に高等科を併置した野間尋常高等小学校が開校した。戦時中の1941年（昭和16年）4月には与謝郡野間村立野間国民学校に改称し、戦後の1947年（昭和22年）4月には野間村立野間小学校に改称した。
1955年（昭和30年）3月1日には弥栄町が発足して弥栄町立野間小学校に改称した。2004年（平成16年）4月1日には京丹後市が発足して京丹後市立野間小学校に改称した。2014年（平成26年）3月、新たに開校した京丹後市立弥栄小学校に統合されて閉校となった。

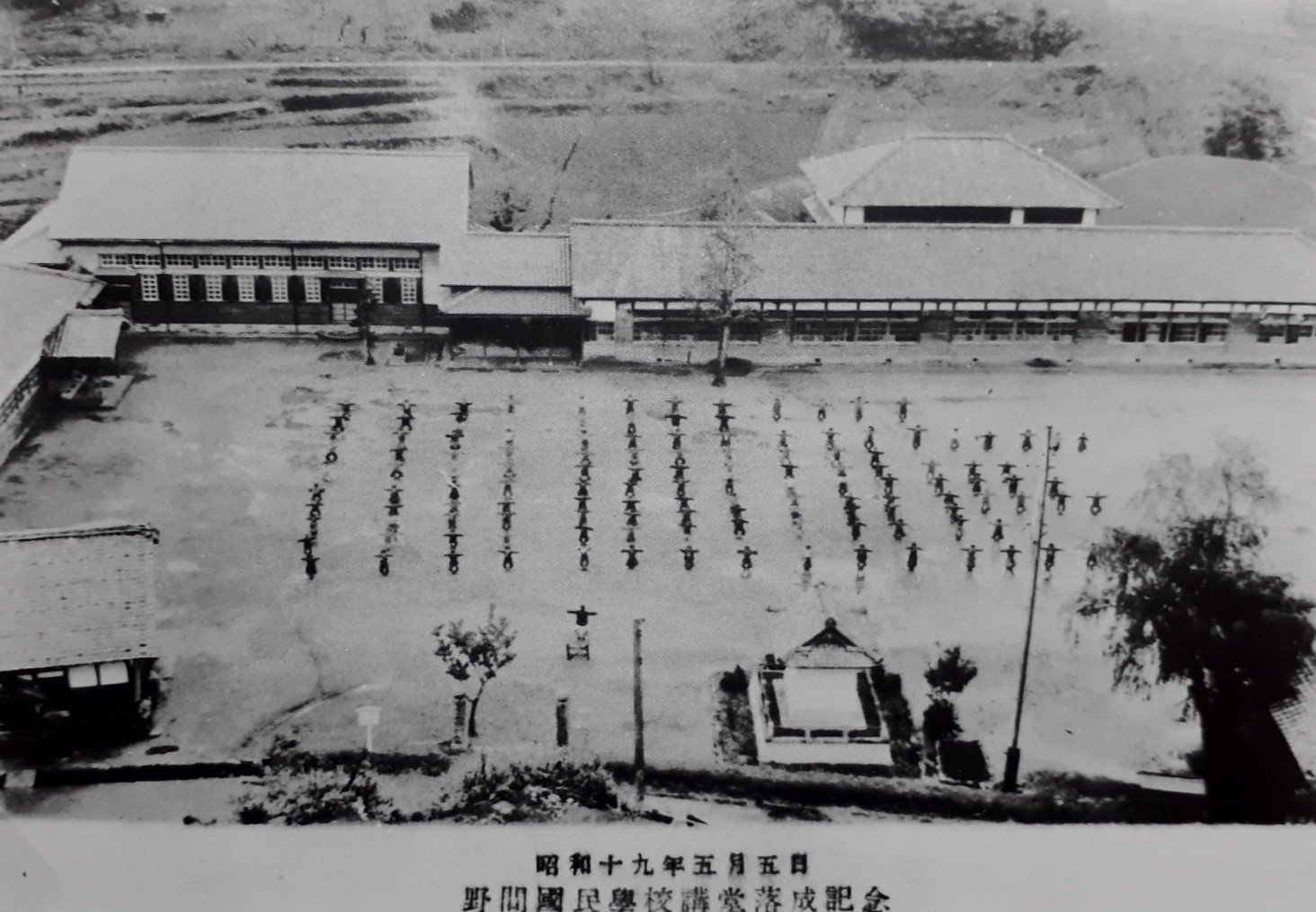
1944年の野間小学校

## 施設

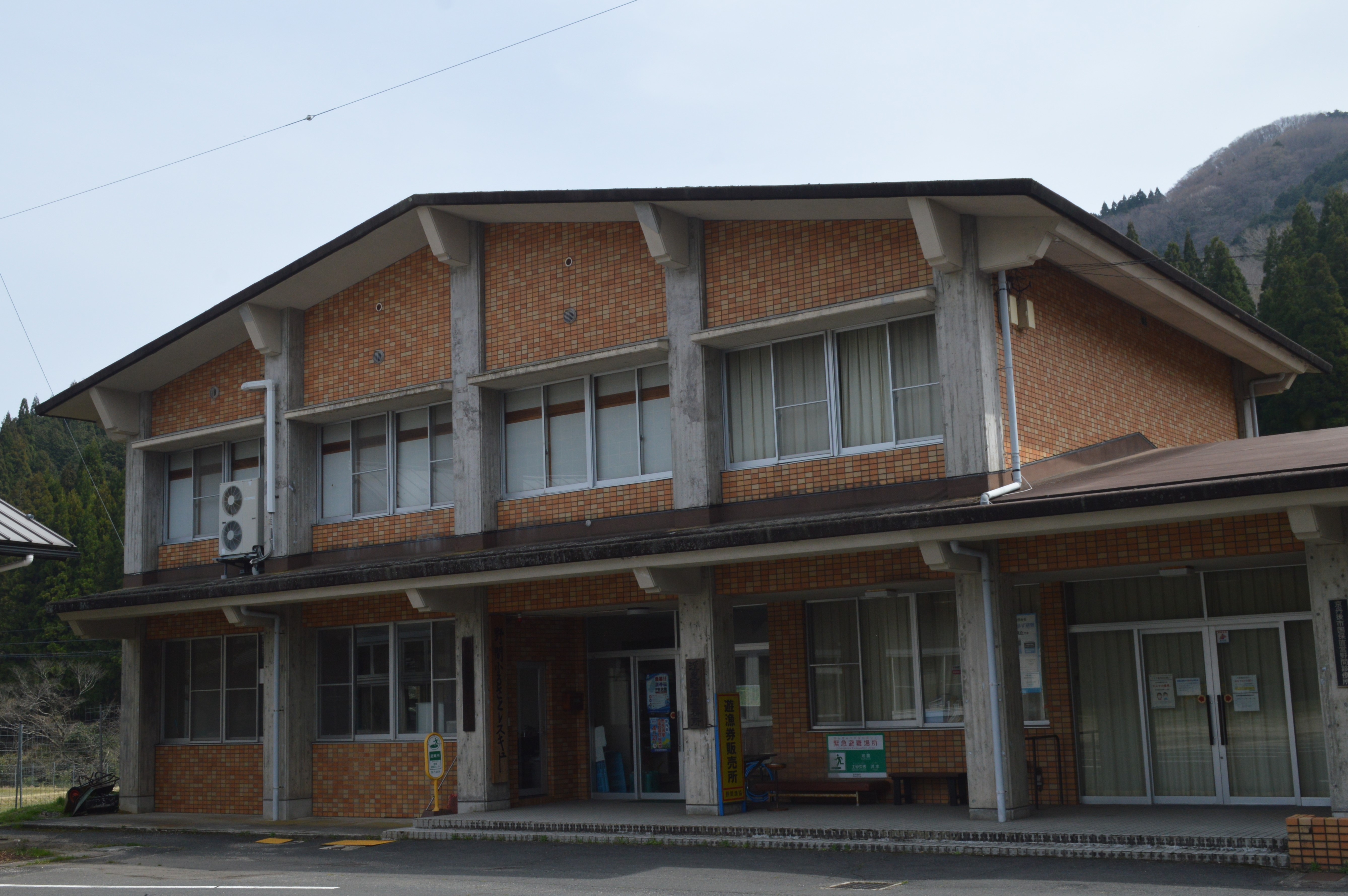
野間基幹集落センター

- 野間基幹集落センター
- 野間簡易郵便局
- 野中地区公民館
- 中津田中公民館
- 吉野集会所

## 名所・旧跡・観光スポット

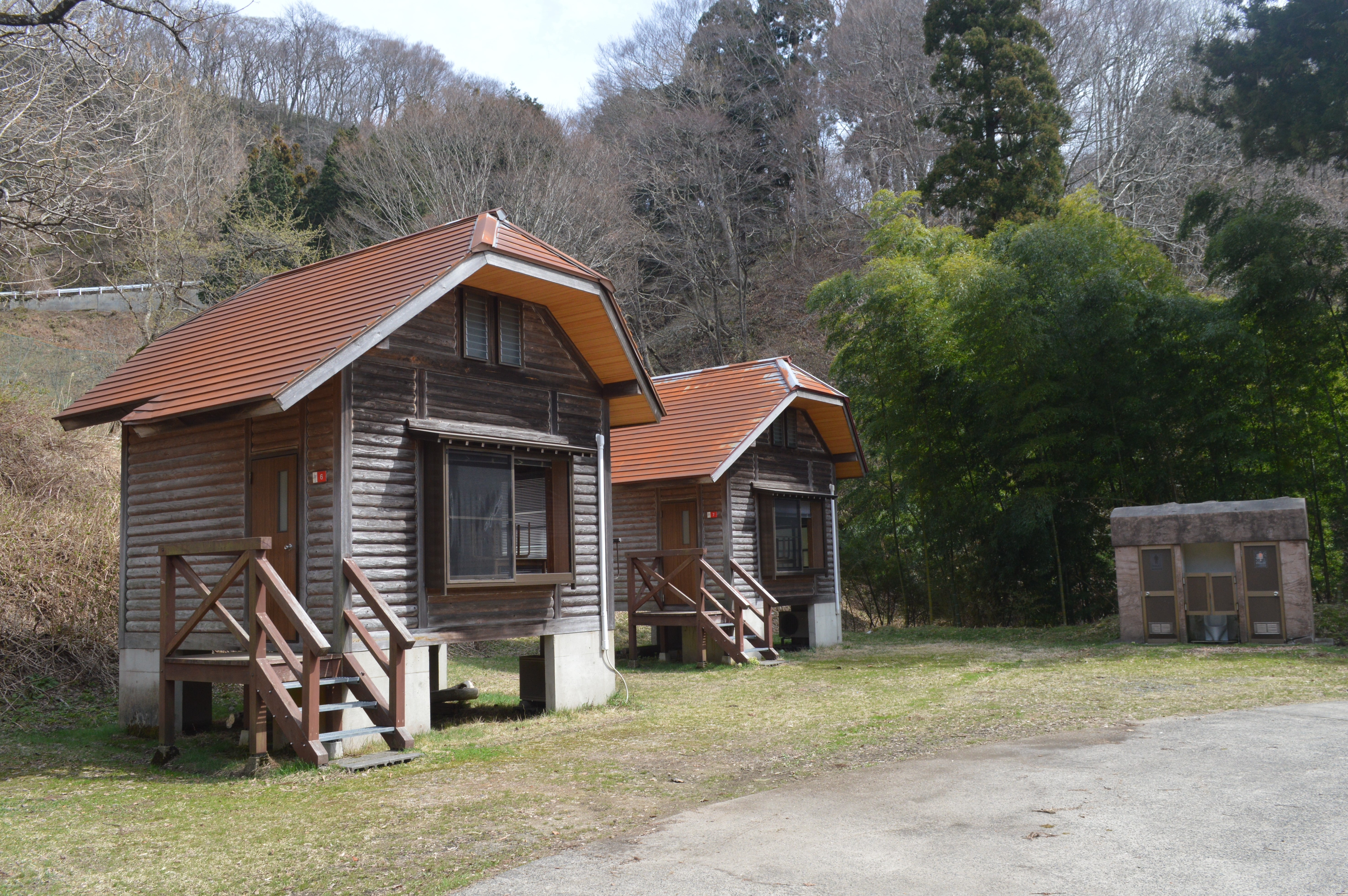
京丹後森林公園スイス村のバンガロー

- 大宮神社 - 野中集落。正慶元年（1332年）9月創祀[8][9]。野間地域の各集落の氏神とされる[3]。社格は旧村社。祭礼行事の「野中の田楽」は京都府指定無形民俗文化財[10]。
- 延命寺 - 中津集落。曹洞宗の寺院[3]。山号は宝珠山。本尊は華厳の釈迦牟尼仏。境内にはシイの老木があり、根周りは8メートル、根張りは8メートル四方、高さは20メートル、樹齢は数百年とされる[11]。
- 小金神社 - 標高416メートルの小金山（おがねやま）の山頂にある神社[3]。小金山神社とも[1]。祭神は豊宇賀売命、配神は伊弉諾尊と伊弉冉尊[1]。天狗が住む山とされており[1]、修験道の行場として尊崇された[3]。女人禁制が説かれたのは明治維新後のことである[1]。山や神社は「おおがねさん」とも呼ばれ、金儲けの神としても参詣者が多かった[1]。社格は旧村社[1]。

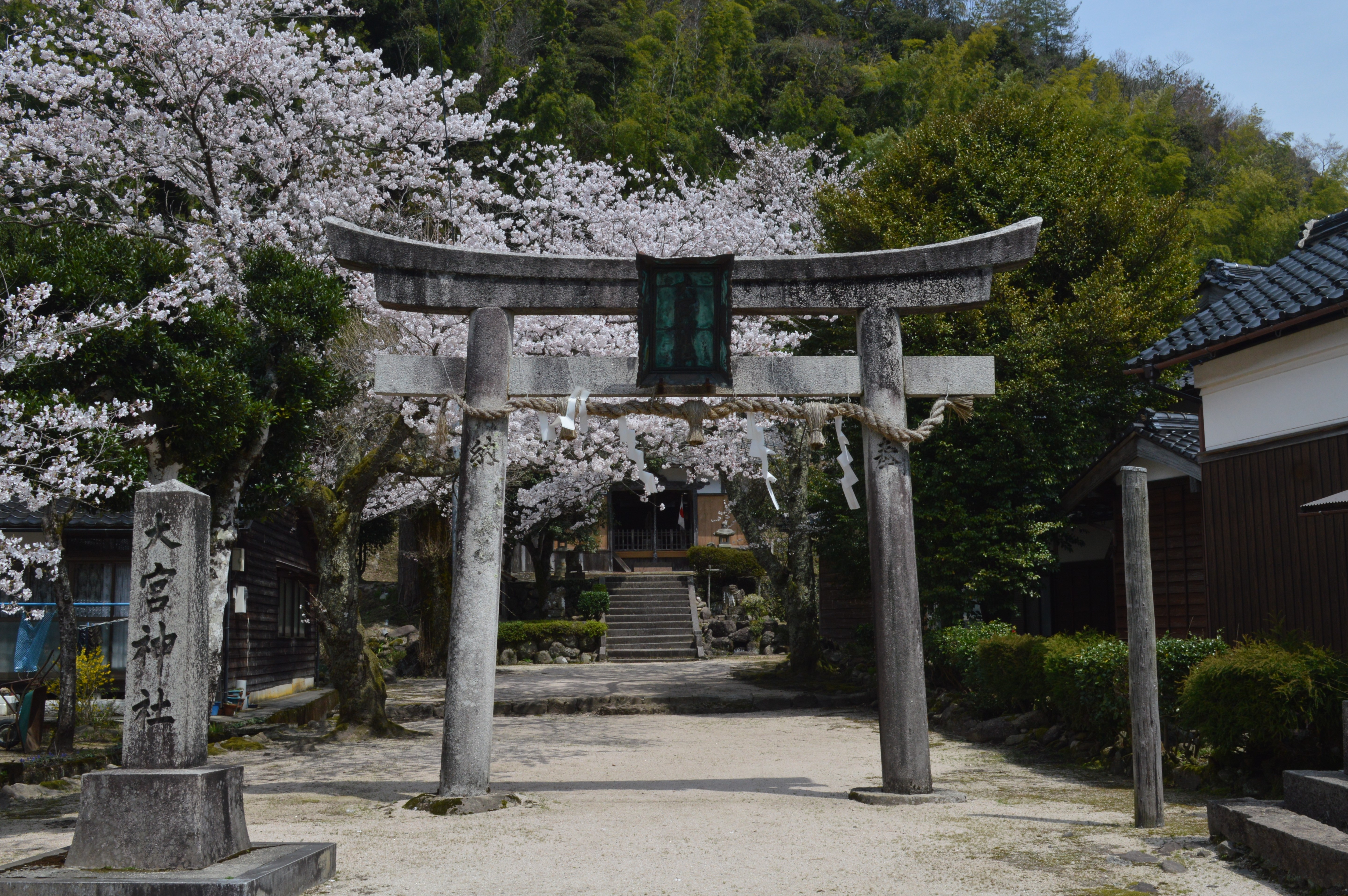
大宮神社
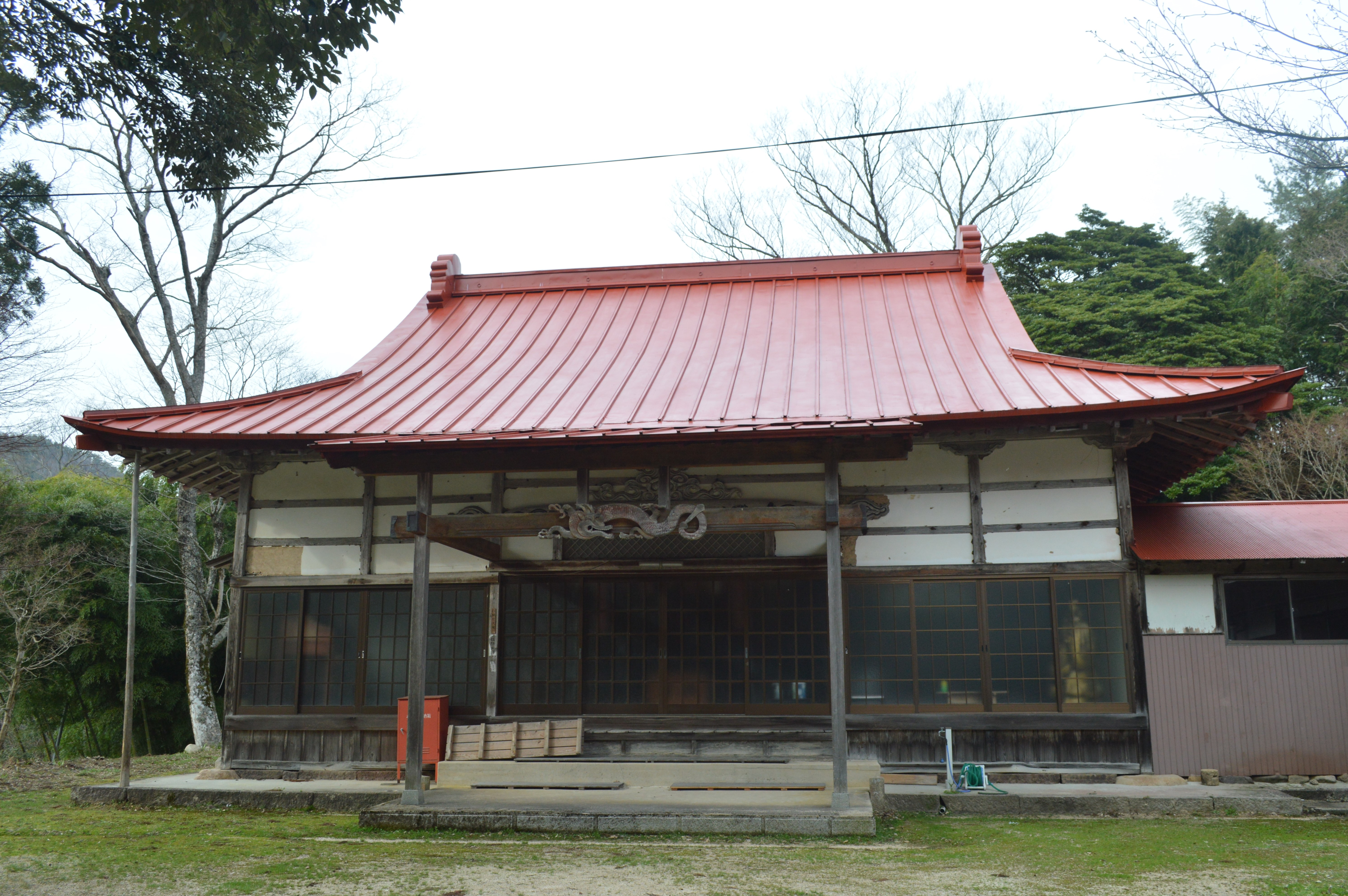
延命寺
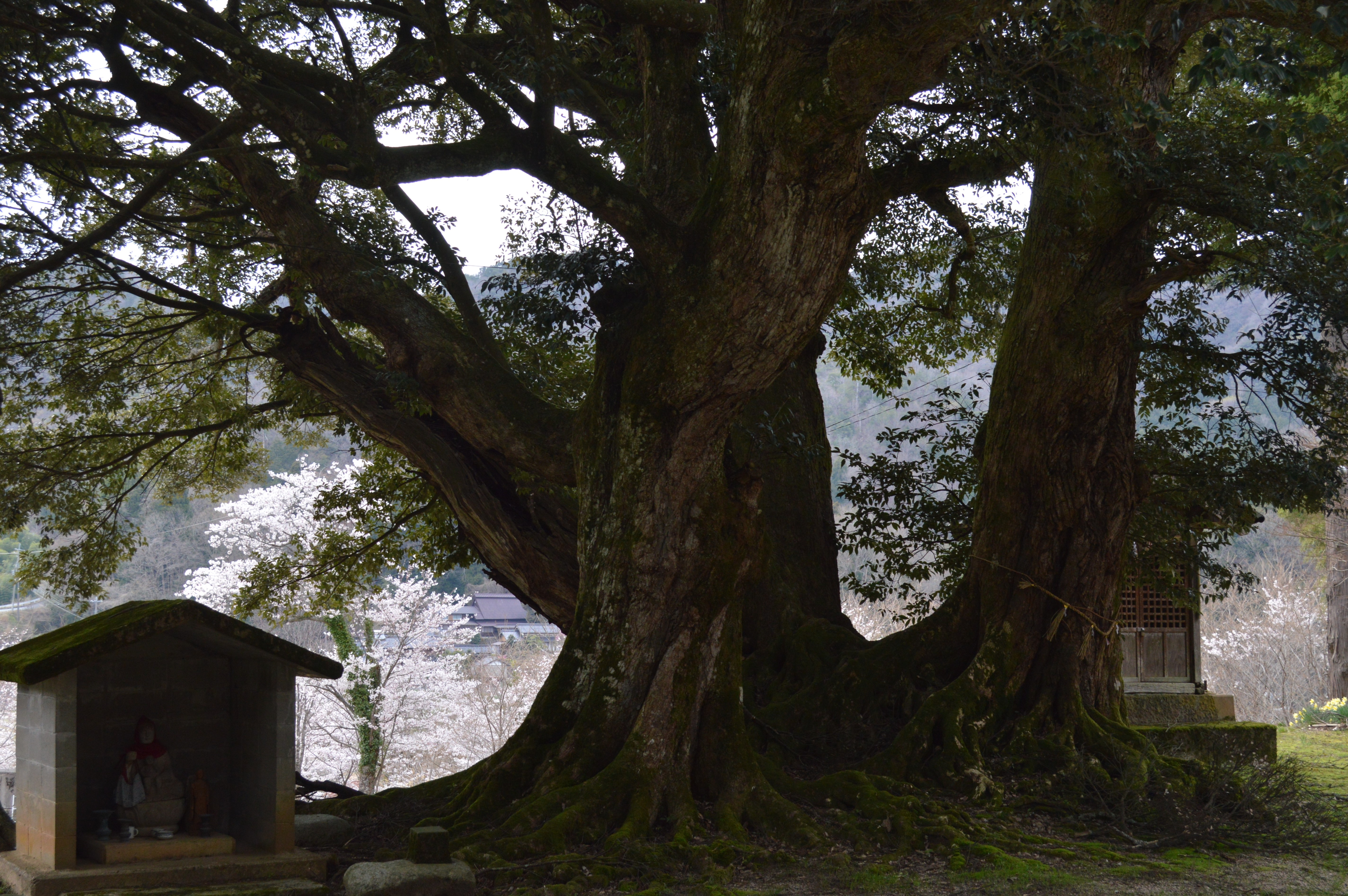
延命寺のシイ

- 京丹後森林公園スイス村 - 丹後天橋立大江山国定公園内にある太鼓山の中腹にあり、キャンプ場、バンガロー、スノーパーク、テニスコート、宿泊施設、蒸留所などを併せ持つ。1978年（昭和53年）、住山集落の跡地などにオープンした[12]。
  - 太鼓山スノーどんどんパークinスイス村 - 1984年（昭和59年）に森林公園スイス村スキー場としてオープンし、ピーク時には年間約4万2000人のスキー客を集めたが、2019年（令和元年）10月にスキー場としての営業を休止した[13]。2022年（令和4年）1月8日にはゲレンデを活用してスノーパークの太鼓山スノーどんどんパーク in スイス村がオープンした[14]。
  - 風のがっこう京都 - 宿泊施設。
  - 京丹後舞輪源蒸留所 - クラフトジンの蒸留所。2024年（令和6年）4月7日にオープンした[15]。

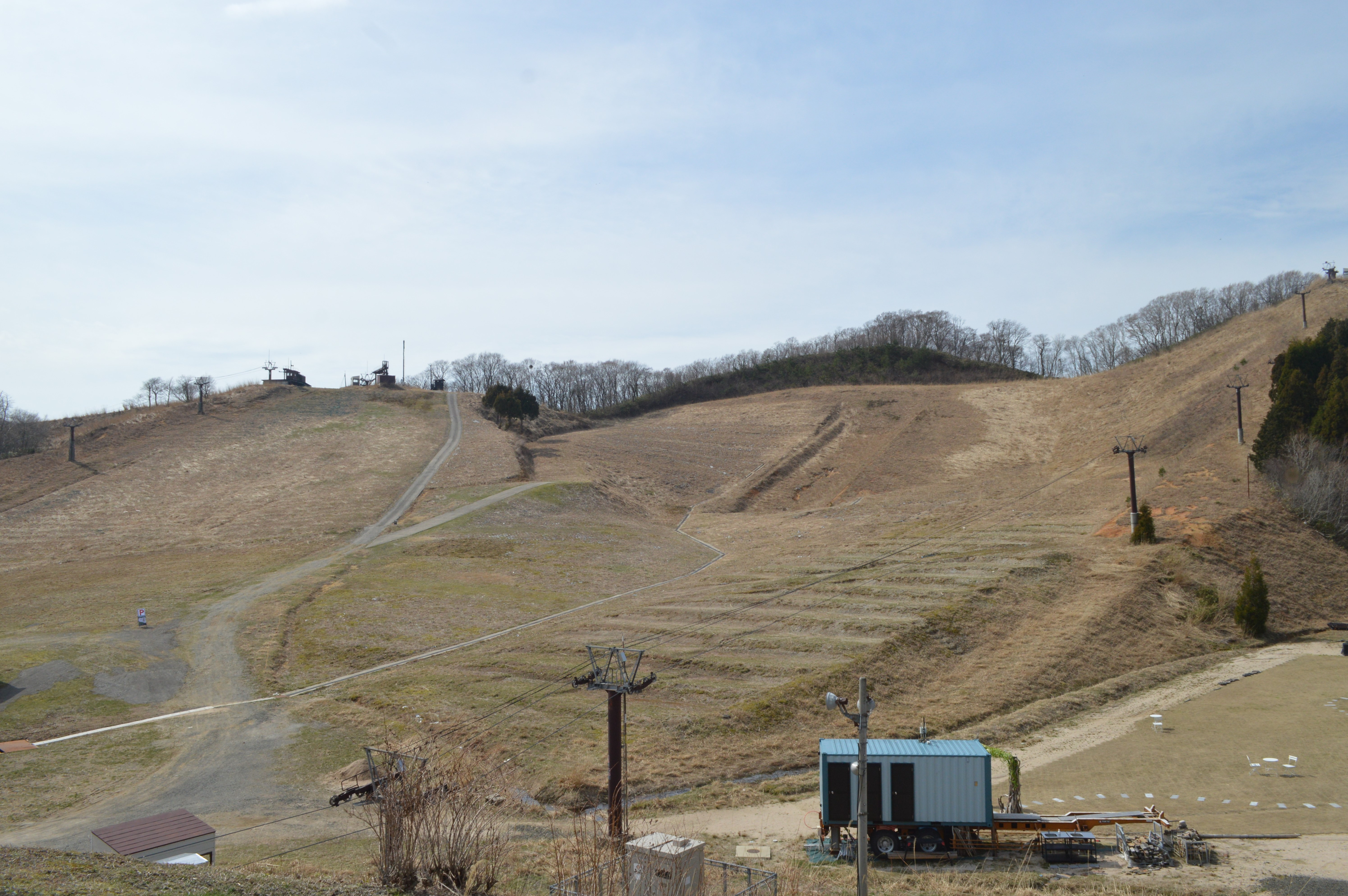
太鼓山スノーどんどんパークinスイス村（春季）
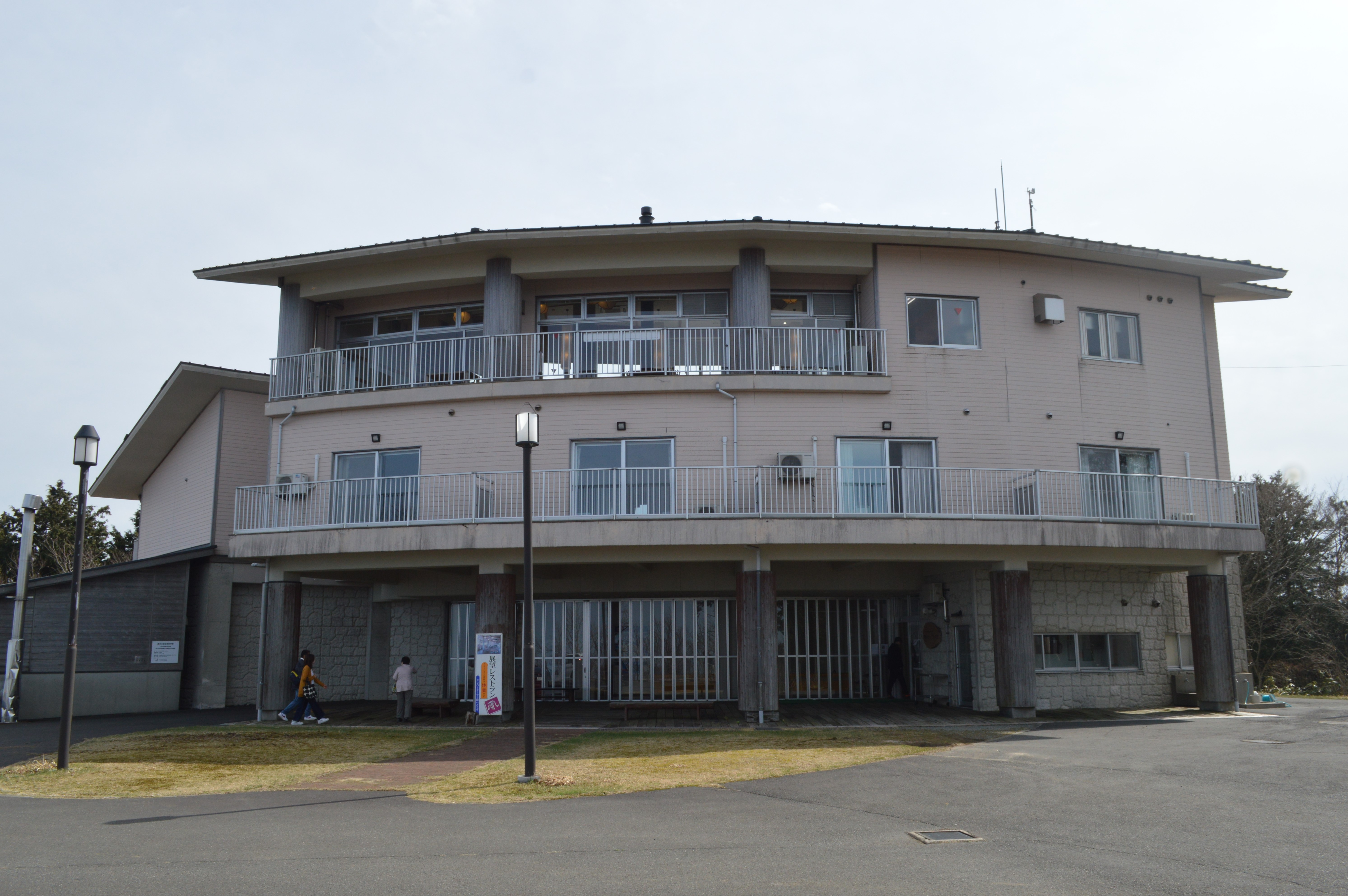
風のがっこう京都
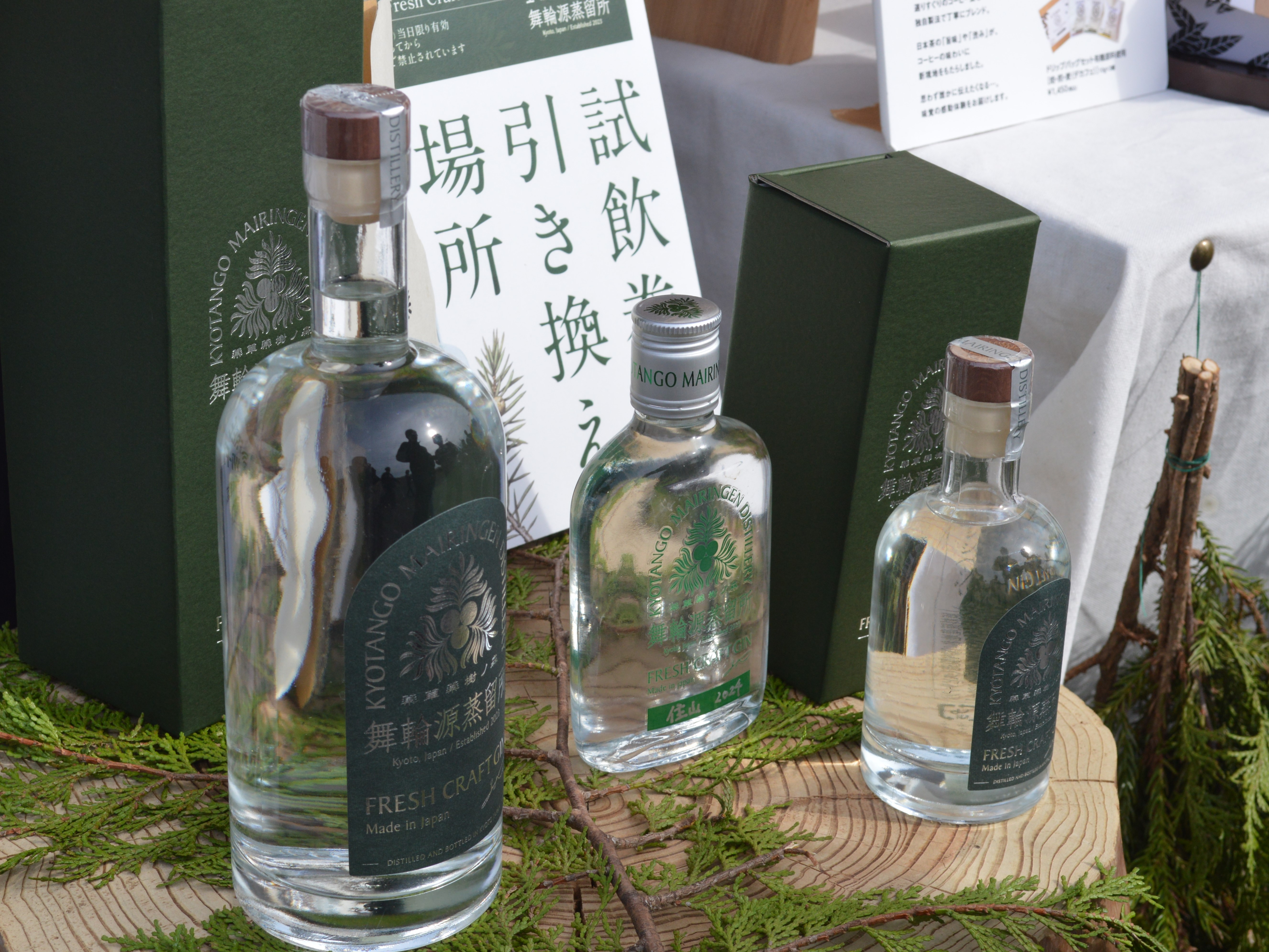
京丹後舞輪源蒸留所